# Арсиноя I
Вижте пояснителната страница за други личности с името Арсиноя.
Арсиноя I (на старогръцки: Αρσινόη Α’) е първата съпруга на Птолемей II и така царица на Древен Египет. Тя е майка на Птолемей III.

## Произход
Дъщеря е на диадоха Лизимах († 281 пр.н.е.), крал на Тракия, и първата му съпруга Никея Македонска († преди 302 пр.н.е.), дъщеря на македонския регент Антипатър и сестра на Касандър. Нейният дядо по бащина линия е Агатокъл Пелски. Тя е сестра на Агатокъл († 283/282 пр.н.е.) и Евридика († 287 пр.н.е.), омъжена за цар Антипатър I от Македония.

## Царица на Древен Египет
Между 285 и 281 пр.н.е. Арсиноя I се омъжва за египетския фараон Птолемей II. Двамата имат три деца:
- Птолемей III, от 246 пр.н.е. египетски фараон
- Лизимах
- Береника Млада (* 285 – 280 пр.н.е., † 246 пр.н.е.), съпруга на селевкидския владетел Антиох II.

Вероятно тя има още един син, Птолемей Епигон († ок. 259 пр.н.е.), но той може би е син на Лизимах и Арсиноя II или на Птолемей II и на Арсиноя II. Той може би обаче е идентичен с Птолемей III.
Между 279 и 274 пр.н.е. тя е изпратена в изгнание в горноегипетския Коптос заради комплот за убийство на съпруга ѝ.
През 278 пр.н.е. Арсиноя I е изгонена от съпруга ѝ и той се жени за сестра си Арсиноя II, която преди това е била съпруга на баща ѝ Лизимах.